# Бергамін Хосе
Хосе́ Бергамі́н (ісп. José Bergamin; *1895, Мадрид — †1983 Фуентеррабіа) — іспанський письменник.
Народився у Малазі. Вивчав староіспанську культуру, написав розвідки про іспанський театр 17 століття, про Сервантеса, Кальдерона.
В 1934 приєднався до Народного фронту.
В 1928 і 1937 перебував у СРСР. Після поразки наційонально-революційної війни в Іспанії (1939) емігрував у Мексику, де очолив антифашистський рух інтелігенції.
Написав книги, спрямовані проти світової реакції («За хрестом», 1941; «Дочка богова», 1942; «Дівчина-партизанка», 1945).